# Epitoxis estcourtensis
Epitoxis estcourtensis är en fjärilsart som beskrevs av Embrik Strand 1917. Epitoxis estcourtensis ingår i släktet Epitoxis och familjen björnspinnare. Inga underarter finns listade i Catalogue of Life.